# سامانتا روت پرابو
سامانتا روت پرابو (انگلیسی: Samantha Ruth Prabhu؛ زادهٔ ۲۸ آوریل ۱۹۸۷) یک هنرپیشه و مدل اهل هند است که از فیلم‌های معروف او می‌توان به مگس اشاره کرد.

## فیلم‌شناسی
فهرست برخی از فیلم‌هایی که سامانتا روت پرابو در آن‌ها به ایفای نقش پرداخته‌است:
- از آسمان عبور خواهم کرد (۲۰۱۰)
- چه جادویی کردی؟ (۲۰۱۰)
- بادبادک بانا (۲۰۱۰)
- مسکو کاوری (۲۰۱۰)
- هم‌سرایان (۲۰۱۰)
- سگ‌های نیمه‌شب (۲۰۱۱)
- تجاوز (۲۰۱۱)
- یک عاشق دیوانه بود (۲۰۱۲)
- مگس (۲۰۱۲)
- بهار طلایی (۲۰۱۲)
- دلم یه جایی رفته (۲۰۱۲)
- تاک یاس در حیاط (۲۰۱۳)
- جباردست (۲۰۱۳)
- تو باید با آتیش کار کنی کومار (۲۰۱۳)
- کدام مسیر؟ (۲۰۱۳)
- راما، تو خواهی آمد (۲۰۱۳)
- ما (۲۰۱۴)
- شهرک سوریا (۲۰۱۴)
- داماد سینو (۲۰۱۴)
- نترس (۲۰۱۴)
- آشوب (۲۰۱۴)
- چاقو (۲۰۱۴)
- پسر ساتیامورتی (۲۰۱۵)
- پیش از اینکه تا ۱۰ بشمارم (۲۰۱۵)
- پسر طلایی (۲۰۱۵)
- روزهای بنگلور (۲۰۱۶)
- جرقه (۲۰۱۶)
- ۲۴ (۲۰۱۶)
- جشن بزرگ (۲۰۱۶)
- ای بیا (۲۰۱۶)
- گاراژ مردمی (۲۰۱۶)
- اتاق خواب پادشاه ۲ (۲۰۱۷)
- فرستنده (۲۰۱۷)
- تئاتر (۲۰۱۸)
- بازیگر بزرگ (۲۰۱۸)
- پرده آهنین (۲۰۱۸)
- محدودیت پادشاه (۲۰۱۸)
- دور برگردان (۲۰۱۸)
- سوپر لوکس (۲۰۱۹)
- همسفر (۲۰۱۹)
- اوه عزیزم (۲۰۱۹)
- خدای عشق ۲ (۲۰۱۹)
- جانو (۲۰۲۰)
- پوشپا: ظهور (۲۰۲۱)
- دو عشق در یک نسیم (۲۰۲۲)
- یاشودا (۲۰۲۲)
- شاکونتالام (۲۰۲۳)
- خوشی (۲۰۲۳)